# Maja Miljković
Maja Miljković  (nacida el 11 de abril de 1988 en Leskovac, Serbia) es una jugadora de baloncesto serbia. Con 1.75 metros de estatura, juega en la posición de escolta.